# Radioåret 1965

## Händelser

### Okänt datum
- Regionala sändningar införs i Sveriges Radio.

## Radioprogram

### Sveriges Radio
- 11 juni - Den första omgången av Melodikrysset börjar, Sveriges Radio P3, serien omfattade 12 program.
- 1 december - Årets julkalender är Farbror Pekkas handelsbod, med Pekka Langer.[1]

## Födda
- 29 januari – Carolina Norén, svensk radioprogramledare.
- 16 juli – Bente Hjelm, svensk radioprogramledare.
- 11 september – Calle Dernulf, svensk radioprogramledare.
- 19 september – Sara Kadefors, svensk radioprogramledare.
- 8 oktober – Anders Timell, svensk radioprogramledare.
- 25 december – Kajsa Ingemarsson, svensk radio- och TV-programledare.
- Okänt datum – Richard Myrenberg, svensk radiojournalist.

## Avlidna
- 20 januari – Alan Freed, 43, amerikansk discjockey och radioman.

### Fotnoter
1. ↑  ”1965, Farbror Pekkas handelsbod”. Sveriges Radio. http://sverigesradio.se/barn/julkalendrar/1965.stm. Läst 31 augusti 2015.